# Hugo Penning
Joannes Hugo Penning (Rotterdam, 18 februari 1885 - 22 juli 1956) was een Nederlands schrijver van romans en toneelstukken.

## Biografie
Hugo Penning werd in Rotterdam geboren. Hij doorliep het Erasmiaansch Gymnasium in Rotterdam en studeerde vervolgens aan de Rijksuniversiteit Utrecht waar hij theologie en rechten studeerde. In 1909 vond daar zijn promotie plaats, waarna hij korte tijd in de journalistiek werkzaam was. In 1911 vertrok hij naar Indië en vestigde zich in Medan als advocaat en procureur. Ook verrichtte hij daar journalistieke werkzaamheden. Na zijn repatriatie in 1914 verbleef hij een half jaar in Londen.  Bij het uitbreken van de Eerste Wereldoorlog keerde hij naar Nederland terug.
Zijn Indische roman Goudland verscheen in 1915; Het boek kreeg van de pers een matige ontvangst vanwege Pennings negatieve kijk op het leven in Nederlands Indië. Ook zijn tweede roman Herman Wendel werd matig ontvangen en men vergeleek Penning met een schrijver die in de kinderschoen staat van Émile Zola. Omstreeks 1919 begon hij zich toe te leggen op het assurantiebedrijf. Later werd hij directeur van de Provinciale Verzekeringsmaatschappij Haarlem-Holland. Hij schreef ook artikelen op assurantiegebied in De Telegraaf. Hij maakte deel uit van de redactie van het weekblad "De Polis" in Laren (N.H.)
Hij schreef realistische en naturalistische romans en verhalen, later ook toneelstukken.

### Romans
- 1909 - Stille levens
- 1915 - Goudland : Tropen-roman
- 1917 - Goudland : Tropen-roman (Tweede gewijzigde editie met een ander einde)
- 1918 - Herman Wendel
- 1926 - Zwervers
- 1930 - De graaf
- 1931 - Kringloop
- 1933 - De weldoener
- 1945 - Op dood spoor, een burger in oorlogstijd
- 1946 - In eerste versnelling - een burger beleeft den vrede
- 1950 - De zondaar - spel in drie bedrijven

### Toneel
- 1951 - Het avontuur van meneer Prandèl